# SYNK : aeXIS LINE
《aespa LIVE TOUR - SYNK : aeXIS LINE》은 한국의 걸그룹 aespa의 세 번째 콘서트 투어이다.

## 개요
2025년 6월 10일, SM 엔터테인먼트는 미니앨범 6집 발표 일정 공개에 앞서 에스파의 세 번째 단독 콘서트 일정을 발표하였으며, 3회에 걸쳐 열리는 서울 공연의 티켓 예매를 6월 26일부터 팬클럽 선행 예매가, 뒤이어 27일에 일반 예매가 멜론티켓을 통해 진행되었다. 뒤이어 7월 31일에는 초상 포스터가 8월 6일에는 아시아 투어의 일정이 공개되었다.
에스파는 이 투어를 통해 3일간 3만여명의 누적 관객을 기록하였다.

## 투어 일정
| 날짜             | 도시     | 국가     | 장소                         | 관객 동원     |
| ---------------- | -------- | -------- | ---------------------------- | ------------- |
| 2025년 8월 29일  | 서울     | 대한민국 | 올림픽체조경기장             | 통산 30,000명 |
| 2025년 8월 30일  | 서울     | 대한민국 | 올림픽체조경기장             | 통산 30,000명 |
| 2025년 8월 31일  | 서울     | 대한민국 | 올림픽체조경기장             | 통산 30,000명 |
| 2025년 10월 4일  | 복강     | 일본     | 마린 멧세 후쿠오카 A관       | 통산 20,000명 |
| 2025년 10월 5일  | 복강     | 일본     | 마린 멧세 후쿠오카 A관       | 통산 20,000명 |
| 2025년 10월 11일 | 동경     | 일본     | 아리아케 아레나              | 통산 28,000명 |
| 2025년 10월 12일 | 동경     | 일본     | 아리아케 아레나              | 통산 28,000명 |
| 2025년 10월 18일 | 나고야시 | 일본     | IG 아레나                    | 통산 26,000명 |
| 2025년 10월 19일 | 나고야시 | 일본     | IG 아레나                    | 통산 26,000명 |
| 2025년 11월 8일  | 동경     | 일본     | 국립 요요기 경기장 제1체육관 | 통산 26,000명 |
| 2025년 11월 9일  | 동경     | 일본     | 국립 요요기 경기장 제1체육관 | 통산 26,000명 |
| 2025년 11월 15일 | 방콕     | 태국     | 임팩트 아레나 무앙 통 타니   | 통산 26,000명 |
| 2025년 11월 16일 | 방콕     | 태국     | 임팩트 아레나 무앙 통 타니   | 통산 26,000명 |
| 2025년 11월 26일 | 대판     | 일본     | 오사카 성 홀                 | 통산 22,000명 |
| 2025년 11월 27일 | 대판     | 일본     | 오사카 성 홀                 | 통산 22,000명 |
| 2026년 2월 7일   | 홍콩     | 홍콩     | 아시아 월드 아레나           | 통산 24,000명 |
| 2026년 2월 8일   | 홍콩     | 홍콩     | 아시아 월드 아레나           | 통산 24,000명 |
| 2026년 3월 7일   | 마카오   | 마카오   | 갤럭시 아레나                | 통산 20,000명 |
| 2026년 3월 8일   | 마카오   | 마카오   | 갤럭시 아레나                | 통산 20,000명 |

## 세트 리스트
- 공연 후 기록 예정

## 제작
- aespa (카리나, 지젤, 윈터, 닝닝)
- 주최, 주관 : SM 엔터테인먼트